# دوان چینگ
دوان چینگ (به چینی: 段晴) (متولد مه 1953 - درگذشت 26 مارس 2022) پژوهشگر چینی در زمینه زبان‌های ایرانی و هندی است. او استاد هندو-ایرانی‌شناسی کرسی بویا در دانشگاه پکن بوده است.
او متولد 13 مه 1953 در پکن شد و زبان آلمانی را در دانشگاه پکن طی سال‌های 1971 تا 1974 فراگرفت. بعد از کسب مدرک کارشناسی ارشد در هندشناسی زیر نظر جی شیانلین و جیانگ ژونگخین 蔣忠新، تو دکترایش را در هامبورگ، آلمان غربی در سال 1986 گرفت. او به همراه رونالد امریک متخصص زبان‌های ایرانی میانه شد و به همراه لمبرت اشمیتهاوزن و آلبرشت وزلر متخصص دز هندشناسی و تبت‌شناسی شد. او به دانشگاه پکن بازگشت تا در آنجا به صورت بلدمدت در آنجا تدریس کند. او در 26 مارس 2022 درگذشت.

## آثار
دوان کینگ آثار را به زبان‌های انگلیسی، چینی، آلمانی و ژاپنی منتشر کرده است: 
- Das Khotanische Aparimitāyuḥsūtra (1986)
- Bonini yufa rumen 波你尼語法入門 (Introduction into Pāṇini’s System) (2001)
- Yutian, fojiao, gujuan 于闐·佛教·古卷 (New Finds and Findings from Khotan) (2013)
- Zhongguo guojia tushuguan cang Xiyu wenshu, Yutianyu juan (1) 中國國家圖書館藏西域文書·于闐語卷（一）(Xinjiang Manuscripts Preserved in the National Library of China: Khotanese Remains, Part I) (2015)
- Qinghai Zangyiyao wenhua bowuguan cang Quluwen chidu 青海藏醫藥文化博物館藏佉盧文尺牘 (Kharoṣṭhī Documents Preserved in Qinghai Tibetan Medical Culture Museum) (2016)
- Yutianyu Wugoujingguang datuoluoni jing 于闐語無垢淨光大陀羅尼經 (A Scroll of Khotanese Raśmivimalaviśuddhaprabhā nāma Dhāraṇī) (2019)
- Shenhua yu yishi: Pojie gudai Yutian Qushu shang de wenming mima 神話與儀式：破解古代于闐氍毹上的文明密碼 (Myth and Ritual: Deciphering the Code of Civilizations on Qushu from Ancient Khotan) (2022).